# Soprano
| Tipo de Voz  | Tipo de Voz |
| Feminino     | Masculino   |
| ------------ | ----------- |
| Soprano      | Tenor       |
| Meio-soprano | Barítono    |
| Contralto    | Baixo       |

Soprano é a voz feminina mais aguda e com maior alcance vocal de todos os tipos de vozes. Normalmente cobre a extensão vocal que vai do G3 ao F5, na música popular, ou o C6 ou até mesmo podendo ir mais alto na música operística. Na harmonia coral em quatro partes, as sopranos cantam as partes mais agudas, que normalmente abrangem a melodia. O termo "soprano" se refere a cantoras, mas o termo "sopranista" é usado para homens que cantam nessa faixa vocal usando falsete na produção vocal em vez da voz modal. Esta prática é mais comumente encontrada no contexto da música coral, na Inglaterra. No entanto, esses homens são mais comumente referidos como contratenores. A prática de se referir a contratenores como "sopranos masculinos" é controverso dentro dos círculos pedagógicos vocais, visto que homens não produzem som da mesma forma fisiológica que mulheres fazem.

## Subclassificações e história

### História
Na ópera, existem diferentes classificações para sopranos, que levam em consideração principalmente a extensão vocal, o peso relativo e a coloração do timbre. Os três tipos básicos são coloratura, lírico e dramático. Da combinação desses, surgiram vários outros referentes a estilos ou exigências técnicas particulares, assim como diferenças relativas da cor vocal. Portanto, também se consideram certas habilidades técnicas exigidas para desempenhar certos papéis. Assim, se costuma acrescentar a expressão de coloratura (ou "d'agilità") para identificar a soprano que possui flexibilidade e agilidade para cantar escalas e ornamentos vocais, sobretudo no registro mais agudo. Devido a tais características, costuma-se associar certas especificidades ao tipo de voz, fazendo surgir subdivisões como lírico coloratura e dramático coloratura.
Originalmente, não se realizava qualquer tipologia das vozes de soprano, que, além disso, eram incluídas juntamente com os atuais mezzosopranos em uma só categoria. A progressiva separação dos tipos de vozes, como forma de indicar mais ou menos estritamente o peso, a extensão e o repertório adequado para um cantor, vai aparecendo após meados do século XIX. De fato, até o período do Bel Canto, cantoras que são consideradas atualmente como mezzo-sopranos, como Maria Malibran, cantavam papéis também interpretados por sopranos e hoje consagrados à elas.
Nas escolas francesa e alemão, o soprano é classificado de modo diferente, usando classificações especiais e dividindo-o por categorias que podem abranger de dois a três tipos de voz da classificação tradicionalmente usada em outros países. A classificação alemã em "fach" é a mais rigidamente estruturada, tendo sido criada pelas casas de ópera da Alemanha para definir estritamente os papéis aos quais um cantor poderia se dedicar, sendo assim mais que uma categoria de voz, mas também de repertório. Um cantor que firmasse contrato com uma companhia operística alemã, sob uma determinado "fach", ficaria responsável por todo o repertório descrito para aquele tipo de voz.
Há muitas controvérsias quanto à classificação das vozes, devido às muitas e variadas características delas. Na tentativa de melhor definir vozes individuais, surgem frequentemente combinações de vários dos tipos consagrados, como spinto-dramático ou lírico-spinto. Há ainda compreensões diferentes, de acordo com a escola de canto ou mesmo com o indivíduo, sobre os conceitos expressos pelas classificações usuais ou sobre os critérios para realizar tal categorização. O termo lírico-dramático, por exemplo, é ora usado como categoria à parte, ora como sinônimo de lírico-spinto.
Por sua rigidez, a classificação mais utilizada é a Fach alemã, e está presente em todo mundo, principalmente na Europa.

#### Classificação na ópera
- Soprano coloratura

Esse é um tipo de soprano que se especializou em músicas que se distinguem por corridas ágeis, saltos e trinados. O termo "coloratura" refere-se a ornamentação elaborada de uma melodia, que é um componente típico da música escrita para essa voz. Uma voz clara e muito ágil com uma alta extensão superior, capaz de rápida coloratura vocal. Coloraturas líricas têm uma gama que vai do C4 para o F6.
- Soprano leggero é um tipo especifico de coloratura lírica, tem timbre vocal caracterizado por um volume claro, doce e limitado, e não vai tão alto quanto outras coloraturas, chegando a um E6. Por outro lado tem uma grande agilidade e extensão completa no registro agudo.[12] Porém, isso não é uma regra, pois alguns sopranos leggeros, como Mado Robin, podem chegar a um D7, com extensa coloratura e fácil aptidão na 6ª oitava. O dramático coloratura é um soprano com grande flexibilidade em passagens de alta velocidade, com grande poder de sustentação, comparável a um spinto completo ou a um dramático. Eles têm uma gama de cercando um G#3 para um E♭6, embora alguns muito bem treinados e com excelsa aptidão alcancem até um F6. Vários desses papéis têm diferentes exigências vocais para o intérprete - por exemplo, a voz que pode cantar Abigail (Nabucco, Verdi), é pouco provável que também irá cantar em Lucia (Lucia di Lammermoor, de Donizetti), mas um fator em comum é que a voz deve ser capaz de transmitir intensidade dramática, bem como a flexibilidade. Papéis escritos especificamente para este tipo de voz incluem os mais dramáticos de Mozart, papéis femininos do Bel Canto e os primeiros papeis das óperas de Verdi. Esta é uma facha vocal muito rara, como a cordas vocais mais grossas são necessárias para produzir as grandes notas dramáticas, o que geralmente diminui a flexibilidade e habilidade acrobáticas da voz.

- Soubrette

Uma voz doce e lírica, geralmente capaz de executar passagens floridas semelhantes a de uma coloratura. O intervalo é geralmente intermediário entre o de um coloratura e um lírico (sopranos). A voz tem um peso vocal mais leve do que as outras vozes soprano com um timbre mais brilhante. Raramente uma cantora continuará a ser um soubrette durante toda a sua carreira. Possui uma extensão generosa, coberta e privilegiada no registro agudo, indo do A3 ao D6.
- Soprano lírico

O soprano mais flexível, capaz de legato, portamento, e alguma agilidade; geralmente com uma qualidade mais pura e sensual do que um soubrette, que tende a ter uma voz em grande parte romântica e um pouco infantil. É o tipo de soprano mais comum; onde a pureza e o caráter do timbre básico são essenciais. Geralmente interpretam o papel da ingênua na música escrita para os personagens na ópera, retratadas pelo soprano lírico por causa dessa simplicidade cativante. Esta facha também é famosa porque a voz geralmente permanece fresca até a idade avançada. Tem a extensão, em geral do G3 para o B5, conforme for, alguns sopranos muito bons podem chegar até ao C#6.
- Soprano spinto

Uma spinto tem a leveza e facilidade nas notas elevadas de um soprano lírico, e ainda pode "empurrar" para atingir o clímax dramático sem esforço. Este tipo de voz pode possuir um timbre um pouco mais escuro. Comanda um alcance vocal que se estende desde cerca do F3 para C6. Por ser uma voz intermediária entre o lírico e o dramático, é considerada rara.
- Soprano dramático

Caracterizado por sua rica voz completa, é esperado a cantar em grandes orquestras, um feito que requer voz poderosa. Não pode ter uma flexibilidade vocal muito leve. Embora a maioria tenha um tom mais escuro e a qualidade mais robusta na voz, há algum que possua um tom de voz mais lírico. Nestes casos, no entanto, a quantidade substancial de volume e resistência normalmente associados com a voz dramática ainda estão presente. Alguns sopranos dramáticos têm uma voz escura suficiente para cantar alguns papeis em óperas feitos para mezzosopranos com sucesso. Têm um gama de cerca de F#3 para B5, alguns com capacidade suficiente de atingir até um E6.
Existem sopranos dramáticos, conhecidas como "soprano de Wagner", que são capazes de cantar as demandas das óperas de Wagner. Têm uma grande voz que pode afirmar-se ao longo de uma excepcionalmente grande orquestra (mais de oitenta peças). Essas vozes são substanciais e muito poderosas e, idealmente, capazes de saltar entre todo o registro da facha soprano.

## ano
| - Adelina Patti - Alma Gluck - Ana Ester Neves - Anna Netrebko - Aida Garifullina - Ariana Grande - Barbara Hendricks - Camilla Williams - Carla Maffioletti - Carmen Monarcha - Diana Damrau - Demi Lovato - Elisabeth Schwarzkopf - Emma Abbott - Erika Miklósa - Felicity Lott - Francesca Cuzzoni - Gwyneth Jones - Henriette Sontag - Jackie Evancho - Jessye Norman - Joan Sutherland - Julia Migenes | - Kathleen Battle - Katia Ricciarelli - Kiri Te Kanawa - Leontyne Price - Lotte Lehmann - Lucia Popp - Lynne Dawson - Maria Callas - Mirusia Louwerse - Montserrat Caballé - Mariah Carey - Natalia Hubner - Natalie Dessay - Renata Tebaldi - Renée Fleming - Roberta Peters - Sabrina Carpenter - Sondra Radvanovsky - Toti dal Monte - Victoria de los Ángeles |